# Guido Giannettini

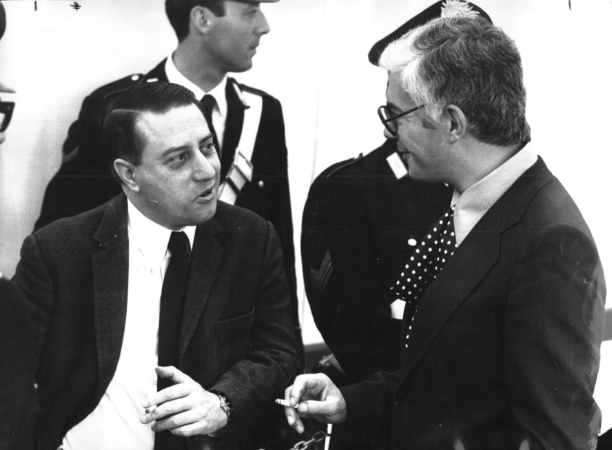
Guido Giannettini (a sinistra), insieme a Franco Freda, durante il processo di Catanzaro

Guido Giannettini (Taranto, 22 agosto 1930 – Roma, 6 luglio 2002) è stato un giornalista, agente segreto e attivista italiano di estrema destra, il cui nome è legato alle indagini sulla strage di piazza Fontana.

## Biografia
Nato a Taranto nel 1930, figlio primogenito di Mario Giannettini, un ufficiale della Regia Marina (genio navale), Guido mostra fin da giovanissimo un'incontenibile passione per gli studi storico - militari.
Nei primi anni '50 aderì al Raggruppamento giovanile missino, nel 1954 alla Giovane Italia, e nel 1958 dà vita con altri al Movimento nazionale italiano. Fu attivo nella rete di supporto dell'OAS francese e nel 1961 fu arrestato a Madrid insieme a Pierre Lagaillarde. Dai giornali della destra giovanile Giannettini passò a collaborare al Secolo d'Italia, alla rivista L'Italiano, diretta da Pino Romualdi (MSI), e ai giornali il Roma e Il Giornale d'Italia. Nel 1963-64 iniziò a scrivere per la Rivista Militare, organo ufficiale dell'Esercito Italiano e partecipò a varie riunioni NATO.
In data 3-5 maggio 1965 partecipò a Roma al convegno dell'hotel Parco dei Principi sulla "guerra rivoluzionaria", organizzato dall'Istituto di Studi Militari Alberto Pollio e "quasi esclusivamente finanziato dal Sifar", agenzia di spionaggio militare. Giannettini presentò in quell'occasione una delle più importanti relazioni di quel convegno. Secondo René Monzat, "questo colloquio pose le basi per delineare il profilo teorico della strategia della tensione." A seguito di questo incontro, al quale parteciparono circa 20 studenti (tra cui Stefano Delle Chiaie e Mario Michele Merlino), Giannettini e altri partecipanti furono assunti dai servizi segreti italiani. Nel 1966, Giannettini pubblicò con Pino Rauti "Le Mani Rosse Sulle Forze Armate", un pamphlet commissionato dal generale Giuseppe Aloja, capo di stato maggiore dell'Esercito Italiano, rivolto contro il generale Giovanni De Lorenzo, che trovava il suo humus nella lotta intestina in corso tra i vertici dei servizi segreti.
Nel mese di aprile del 1968 partecipò ad un viaggio nella Grecia dei colonnelli insieme a 60 studenti della "Lega degli studenti greci fascisti in Italia" e a 51 studenti italiani neo-fascisti, organizzato dalla giunta militare greca. Secondo Frédéric Laurent, autore di “L'Orchestra Nera” (p. 75), "più della metà degli italiani (...) tornati da Atene si convertirono improvvisamente all'anarchismo, alla sinistra o al comunismo, preferibilmente filo-cinese". Nel 1969 accompagnò una delegazione di militari italiani in Germania Ovest per preparare l'acquisto di carri armati Leopard. Secondo l'opuscolo svizzero, fatto dagli stessi amici di Giannettini, egli era un importante agente del SIFAR e successivamente del SID ("Agente Z").
Durante un'audizione in Commissione parlamentare sul terrorismo (guidata dal senatore Giovanni Pellegrino), l'allora ministro della difesa italiano riconobbe ufficialmente che Giannettini era stato nei libri paga dei servizi segreti italiani. Franco Freda, il quale fu assolto nel processo relativo alla strage del 1969 a piazza Fontana, ha dimostrato pubblicamente stima e fiducia nei confronti di Giannettini il quale aveva affermato di aver scelto Freda per infiltrare gruppi di sinistra. Secondo il magistrato Guido Salvini, responsabile delle indagini relative all'attentato di piazza Fontana del 1969, “Guido Giannettini ha anche avuto contatti con Yves Guérin-Sérac in Portogallo, fin dal 1964".

### L'agente Zeta
Giannettini, per il suo ruolo di giornalista, fu reclutato dal SID nel 1965. Nel maggio 1969 questi aveva inviato un rapporto al servizio in cui avvisava "che erano in preparazione attentati in luoghi chiusi". Il nome di Guido Giannettini, in connessione con l'attentato di piazza Fontana del dicembre 1969, viene associato a quello di Agente Zeta.
Nel Natale del 1971, in una cassetta di sicurezza della Banca Popolare di Montebelluna, cointestatata alla madre e alla zia di Giovanni Ventura, vengono rinvenuti documenti di sicura provenienza dei servizi segreti italiani. Uno tra i documenti reca la sigla KSD/VI M ed il numero progressivo 0281. Giovanni Ventura confiderà nel marzo 1973 al giudice D'Ambrosio di essere entrato in contatto con tale Guido Giannettini (alias agente Zeta, alias Adriano Corso), autore delle veline che lui conservava nella cassetta di sicurezza. Il contatto avviene in occasione di un incontro a tre, del 1967, tra lui, il Giannettini e un agente del controspionaggio rumeno.
A maggio, quando la magistratura milanese ordinerà la perquisizione dell'abitazione di Guido Giannettini, la polizia troverà documenti identici a quelli rinvenuti nella cassetta di sicurezza della banca. Si tratta, infatti, di documenti che possono essere definiti gli archetipi dei documenti in possesso di Ventura. Il documento rinvenuto nella casa di Giannettini reca la stessa sigla del documento di cui sopra (KSD/VI M) ed il numero progressivo immediatamente successivo 0282. L'agente Zeta, però, il 9 aprile, era stato fatto fuggire a Parigi dal capitano Antonio Labruna, dell'ufficio D del SID.
Il SID, interpellato nuovamente e incalzato dagli eventi, il 12 luglio 1973, dichiarerà per voce del generale Vito Miceli (comandante del servizio dal 1970) trattarsi di "notizie da considerarsi segreto militare", che, pertanto, "non possono essere rese note". Nel gennaio 1974 fu emesso mandato di cattura nei suoi confronti ma ancora nell'aprile il capitano Labruna incontrò per l'ultima volta Giannettini a Parigi per rifornirlo di denaro. Il 14 agosto 1974 si costituì al consolato italiano di Buenos Aires. Fu condannato il 23 febbraio 1979 in primo grado all'ergastolo per strage al processo di Catanzaro e poi assolto in appello il 20 marzo 1981 e scarcerato (sentenza confermata in Cassazione nel 1982), entrando quindi in totale anonimato. 
In seguito collaborò con le edizioni di Giuseppe Ciarrapico. 
Reso cieco dal diabete, morì a Roma il 12 maggio 2003. Il libro di memorie lo ha scritto una sua amica, Mary Pace, senza grandi risultati.

## Opere
- Tecniche della guerra rivoluzionaria, 1965 (ristampa anastatica: Edizioni di Ar, Avellino, 2018 collana "I Gialli Politici")
- Drieu La Rochelle: il mito dell'Europa (con Adriano Romualdi e Mario Prisco), Edizioni del Solstizio, Roma 1965 (ora riedito per Passaggio Al Bosco Edizioni, Firenze 2020)
- Le Mani Rosse sulle Forze Armate, (con Pino Rauti), Savelli, 1966
- Pekino tra Washington e Mosca, 1972, Giovanni Volpe Editore
- Dietro la Grande muraglia : la rivoluzione culturale, il conflitto russo-cinese, la liquidazione del maoismo, 1979, Ciacci
- Le origini storiche della libertà, 1980, Giovanni Volpe Editore
- URSS il crollo, 1992, Settimo Sigillo

### Curatele
Saint-Paulien - Adolf Hitler, memorie d'oltretomba, edizione italiana e note a cura di Gianfranco De Turris e Guido Giannettini, Edizioni del Borghese, Milano, 1970.